# Katsumi Matsumura
Katsumi Matsumura (em japonês:  松村 勝美; Osaka, 8 de março de 1944) é uma ex-jogadora de voleibol do Japão que competiu nos Jogos Olímpicos de 1964 e 1972.
Em 1964, ela fez parte da equipe japonesa que conquistou a medalha de ouro no torneio olímpico, no qual atuou em uma partida. Oito anos depois, ela participou de cinco jogos e ganhou a medalha de prata com o conjunto japonês no campeonato olímpico de 1972.